# Ali ibn al-Huszajn al-Maszúdi
Abu l-Haszan Ali ibn al-Huszajn al-Maszúdi (arab betűkkel الحسن علي بن الحسين المسعودي – Abū l-Ḥasan ʿAlī ibn al-Ḥusayn al-Masʿūdī; Bagdad, 896 körül – Fusztát (Kairó), 956 szeptembere) középkori arab utazó, földrajz- és történetíró volt.

## Élete
Életét illetően elsősorban fennmaradt műveiből vonhatunk le következtetéseket. Bagdadban született egy kúfai származású családban, amelynek őse, Ibn Maszúd Mohamed próféta egyik társa volt. Születésének dátuma nem ismert, de hivatkozott tanítómesterei ismeretében egyesek szerint legkésőbb 893-ban, más vélemények szerint 896 körül jött világra. Korának kiválóságainál folytatott vallási, irodalmi, történelmi tanulmányokat (pl. al-Fadl ibn Hubáb, al-Dzsubbái, an-Naubahti, al-Anbári), és feltételezhetően más neves tudósokat is ismert (köztük Ibn Durajdot, at-Tabarit, al-Asaarit, Niftavajhot és másokat). Foglalkozásáról semmi biztosat nem tudunk, mindenesetre sem hivatalnok, sem vallástudós, sem kereskedő nem volt. Valószínűsíthető, hogy elegendő vagyont örökölt ahhoz, hogy saját kedvére tanulhasson és utazhasson.
915–916 során Iránban és Indiában tett utazást, ahonnan Ománon keresztül tért haza hajóval. (Srí Lanka szigetét és Kínát valószínűleg nem látogatta meg, mert leírásukkor más munkákat használt fel.) 918–926 között Mezopotámiában, a szír térségben és talán az Arab-félszigeten tett utazásokat, majd 932 körül a Kaszpi-tenger vidékét és Örményországot látogatta meg. 941-ben Egyiptomba költözött, amelyet szintén beutazott, majd 943-ban ismét Szíriába ment, és 946-ban meglátogatta Damaszkuszt és Antiochiát. Élete végét Egyiptom központjában, Fusztátban, a mai Kairó óvárosában töltötte, itt is érte a halál 956 szeptemberében. Írásaiból erős síita szimpátia sugárzik, ugyanakkor tudományos jellegű munkáinak hangneme mindig tárgyilagos marad, és az iszlámon kívüli egyistenhívő vallások, így a kereszténység követőit tisztelettel említi meg.

## Munkássága
Mára csupán két munkája maradt fenn, ezekben ő maga 34 másik könyvéről emlékszik meg – ezek nagy részéről azonban már a középkori bibliográfusok sem tudtak. Elveszett művei között voltak történeti jellegűek, köztük az általa gyakran hivatkozott, hatalmas terjedelmű „A kor hírei” (Ahbár az-Zamán) és ennek kivonata, illetve kiegészítése, „A középső könyv” (Al-Kitáb al-auszat). Más művei a többi könyvéből kimaradt (pl. Andalúzia) vagy kevéssé kidolgozott (pl. Bizánc) területekkel, államokkal foglalkoztak. Számos könyvet írt a síiták imámjairól és az imámság tanáról, foglalkozott hereziográfiával és összehasonlító vallástudománnyal, illetve filozófiai és jogtudományi kérdésekkel.
Legfőbb, a középkorban is nagy népszerűségnek örvendő műve, a 943-ban befejezett, majd 946-ban és 956-ban átdolgozott „Az aranymezők és drágakőbányák” (Murúdzs adz-dzahab va maádin al-dzsaváhir) címet viseli. Első részében elmondja a világ történetét a teremtéstől Mohamed próféta koráig, majd anekdotikus, élvezetes stílusban beszámol az iszlám világon kívüli és azt megelőző civilizációk – az ókori Mezopotámia, Róma, Bizánc, Kína, India, a török népek, a szlávok és mások – történetéről, illetve a hozzájuk kapcsolódó földrajzi, néprajzi és vallási sajátosságokról, végül megalkot egy univerzális kronológiát. A második rész az iszlám történetét meséli el egészen al-Mutí kalifa 946-os trónra lépéséig, részben annalisztikus, részben pedig kötetlen, elbeszélő formában. Egykori népszerűségét a könyv minden bizonnyal ennek a szakaszának köszönhette, amelyben a szerző zamatos történetek keretében, iróniával, időnként vérbő humorral idézi fel a kalifák udvarának korabeli botránykrónikáját. Magyar szempontból az első rész 17. fejezetét tartják a legfontosabbnak, mert írója többször megemlékezik benne a kalandozó magyarokról, s elbeszéli a 934-es bizánci hadjárat történetét. A tudósítás több részlete máig tisztázatlan; al-Maszúdi valószínűleg szóbeli forrásból írt feljegyzéseit olvasmányaival vegyítette.
Témáját tekintve hasonló a másik fennmaradt al-Maszúdi-mű, „A figyelmeztetés és ellenőrzés könyve” (Kitáb at-tanbíh va l-isráf), ami az Aranymezők és más, ilyen jellegű munkák lényegének pontosítása és összefoglalása: összegzi a csillagászati és földrajzi adatokat, megismétli az univerzális kronológiát, majd röviden az iszlám történetének összefoglalását is. A mű a szerző élete végén, 955-956 során készült.
A síiták al-Maszúdinak tulajdonítanak egy erősen vallási színezetű művet, amelynek „Ali ibn Abi Tálib imám örökösi kinevezésének megerősítése” (Iszbát al-vaszijja li-l-imám Ali ibn Abi Tálib) a címe. A könyv a tizenkettes síiták imámjainak történetét dolgozza fel. Sem egyértelműen megerősíteni, sem cáfolni nem lehet al-Maszúdi szerzőségét.